# DDoS-Guard
DDoS-Guardは、DDoS攻撃軽減・コンテンツデリバリーネットワーク（CDN）、ホスティングなどを提供するロシアの企業である。
研究者やジャーナリストは、DDoS-Guardの顧客の多くが犯罪行為を行っていると主張している。調査報道を行うブライアン・クレブスは2021年1月に、DDoS-Guardがホストしているウェブサイトのうち膨大な数が、サイバー犯罪サービスやフォーラム、フィッシング詐欺サイトに結びついたドメインであると報告した。顧客にはロシア政府の関連組織の他、ハマースやParlerなどが存在することが知られている。

## 企業
現在のDDoS-Guardはロシアを拠点としており、2014年7月にウクライナ出身のロシア人であるEvgeny MarchenkoとDmitry Sabitovの2人によって、セヴァストポリにおいて設立された。この他スコットランドに「Cognitive Cloud LLP」、ベリーズに「DDoS-Guard Corp」という関連会社が所在する。
Meduzaによれば、同一人物による同一名の法人が2011年から存在していたとしており、DDoS-Guardの広報担当者はこれに対して、ただのソフトウェアの準備段階にあった企業だとしている。また広報担当者はロシアのロストフ・ナ・ドヌに拠点を置き続けたと主張したが、これに対してMeduzaは、2015年に初めて同市にオフィスを開いたと主張している。Meduzaはこれをウクライナからロシアへの移転とみなし、DDoS-Guardは否定しているものの、DDoS-Guardがクレジットカード詐欺のプラットフォームである「Verified」のホスティングを開始した結果、ウクライナのサイバー警察などが調査を開始したためであると主張した。
2021年、ある研究者はDDoS-Guardがベリーズにおいて、その地域の団体にしか割り当てられないIPアドレスを入手するため、実態のない企業を設立したと考えられることを発表した。その発表においては、DDoS-Guardの2つの子会社が持つ11000以上のIPアドレスの3分の2が、ベリーズの子会社に対してLACNICから割り当てを受けていることが示された。これに対してDDoS-Guardは、ベリーズの子会社は実態があると反論したものの、LACNICは8000以上のIPアドレスの割り当てを廃止することを公表した。
同年6月1日、サイバーインテリジェンス企業であるGroup-IB社は、DDoS-Guardが持つ、顧客の名前・支払情報・IPアドレスなどを含むデータベースの内容が、その信憑性について評価はなされていないものの、インターネット上の闇市場において取引されていることを発表した。

## 顧客
MeduzaがDDoS-Guardの元従業員に取材したところ、DDoS-Guardはダークネットで活動を行う顧客と共に歩んできたとする。そのような顧客は、プロバイダの選択肢が少ない上にウェブサイトに対するセキュリティサービスを求めることから、より多くの収益をDDoS-Guardが得られるためであると、その元従業員は回答した。
かつてのDDoS-Guardの顧客には、ハマース、QAnonが利用することで知られる画像掲示板の8kun（旧8chan）などが存在した。彼らに対するDDoS-Guardのサービスは、彼らがそのサービスを利用しているという報道がなされた後に停止された。しかしMeduzaは同社が積極的に犯罪行為を監視するのであれば、多くの顧客に対してサービス停止を行わなければならないとした。

### ロシア政府
2014年1月、DDoS-Guardはロシア最大のレジストラであるReg.ruと提携を開始し、その後ロシア政府と関係するクライアントとの連携を開始したと報じられた。2016年からはロシア国防省へDoS対策サービスを提供している他、2018年にはロシア政府のディープ・パケット・インスペクションテストに協力を行った。また、ロシア連邦中央銀行とも密接な関係があることが報じられた。

### Parler
2021年アメリカ合衆国議会議事堂襲撃事件後にAmazon Web Servicesなどのプロバイダからサービス提供を受けられなくなったSNSのParlerに対して、DDoS-Guardは2021年1月からDoS攻撃対策サービスの提供を開始した。Wiredによると、下院監査政府改革委員会はParlerに対する調査の中で、Parlerに対し、特にロシアとの団体に関する資料の提出を求めた。